# Banine
Banine, pseudónimo de Umm-El-Banine Assadoulaeff (Umm El-Banu Äsâdullayeva) (en azerí : Əsədullayeva Ümmülbanu Mirzə qızı, Bakú, 18 de diciembre de 1905-París, 23 de octubre de 1992) escritora francesa de ascendencia azerí, nieta de dos multimillonarios azeríes, Chamsy Assadoulaeff y Musa Nagieff. Escribió bajo el seudónimo de Banine.

## Biografía
Nacida en Bakú era la cuarta hija de Mirza Assadoulaeff y Umm El-Banu Nagieff. Su padre fue ministro en la efímera primera República Democrática de Azerbaiyán (dic. 1918 - abril 1920). Huyó del Azerbaiyán soviético (República Socialista Federativa Soviética de Transcaucasia) pasando por Estambul, donde dejó a su marido, con quien se había casado a la fuerza a los quince años.
Más tarde se estableció en París donde trabajó como vendedora en una tienda y modelo de alta costura sin dejar sus estudios. Comenzó después a hacer traducciones, artículos periodísticos y programas radiofónicos en francés, y empezó a ser conocida en círculos literarios, sobre todo entre la intelectualidad rusa emigrada. Entre sus conocidos estaban Nikolái Berdiáyev, Lev Shestov, Vladímir Lossky, Marina Tsvetáyeva, Konstantín Balmont, Ígor Severianin, Iván Bunin, etc. Fueron además Montherlant, Nikos Kazantzakis y Malraux, entre otros, quienes la animaron a escribir.
Fue muy amiga y la «embajadora de Jünger en Francia», escritor al que conoció en la Segunda Guerra Mundial en París. Banine lo tradujo al francés y le consagró tres libros. El pintor vanguardista Iván Puni (conocido también por su nombre traducido al francés: Jean Pougny) habló de su conversión del islam al catolicismo, tema que ella misma trató en su libro Yo elijo el opio.
Banine consagró su vida a que se conociera la cultura e historia azeríes en Francia y Europa. Sus memorias son los libros más conocidos de su obra: Días del Cáucaso y Días de París.

## Obra
- Nami, Gallimard, 1942
- Jours caucasiens, Julliard, 1946 — Días del Cáucaso, trad.: Regina López Muñoz, Siruela, Madrid, 2020
- Jours parisiens, Julliard, 1947 (Gris Banal, 2003)
- Rencontres avec Ernst Jünger, Julliard, 1951
- J'ai choisi l'opium, Stock, 1959
- Après, Stock, 1962
- La France étrangère, S.O.S Desclée de Brouwer, 1968
- L'appel de la dernière chance, S.O.S, 1971.
- Portrait d'Ernst Jünger: lettres, textes, rencontres, La Table Ronde, 1971
- Ernst Jünger aux faces multiples, Lausanne, éditions L'Âge d'Homme, 1989
- Ce que Marie m’a raconté: le dit de la Servante Marie, Cahier Bleus, 1991